# 3726 Johnadams
A 3726 Johnadams (ideiglenes jelöléssel 1981 LJ) a Naprendszer kisbolygóövében található aszteroida. Edward L. G. Bowell fedezte fel 1981. június 4-én.